# Zwiastowanie (obraz Jana van Eycka, Nowy Jork)
Zwiastowanie (niderl. De annunciatie) – olejny obraz tablicowy niderlandzkiego malarza Jana van Eycka, datowany na ok. 1450.

## Opis
Obraz jest wczesnym dziełem van Eycka, choć niektórzy badacze zauważają w nim rękę jego brata Huberta van Eycka. Styl brata widoczny jest w przedstawieniu anioła z profilu (motyw nie występuje w późniejszych dziełach Jana van Eycka) oraz w mało plastycznie przedstawionych postaciach stanowiących tło obrazu.
Obraz przedstawia scenę z Nowego Testamentu opisaną jedynie w kanonicznej Ewangelii Łukasza. Motyw zwiastowania Marii przez Archanioła Gabriela był bardzo często przedstawiany przez malarzy różnych epok i równie często różnie interpretowany. Mistycyzm i znaczenie epizodu pozwalał malarzom na swobodne przedstawianie reakcji Marii na wiadomość od Archanioła, woli Bożej, oddziaływania nowiny poczęcia na inne postacie oraz na wykorzystanie wielu detali i szczegółów otoczenia do zaznaczenia wagi sceny.
Jan van Eyck wykorzystał do tego kościół. Namalowana świątynia zawiera elementy dwóch stylów architektonicznych, stylu romańskiego i gotyku. Po lewej stronie Marii, znajduje się starszy element: smukła kolumna zwieńczona skuloną postacią małpy. Jest to symbol szatana, który musi dźwigać świątynię. Nad nim widoczne są dwie czerwone kolumny, motyw bardzo często wymieniany w Starym Testamencie a głównie kojarzony z dwoma kolumnami Enocha, na których zapisane były uniwersalne prawdy. Symbolika Starego Testamentu w postaci starego stylu architektonicznego i jego harmonicznego przejścia w nowy styl ma podkreślać rodowód chrześcijaństwa wywodzący się z religii żydowskiej. Podobny zabieg przejścia dwóch stylów architektonicznych van Eyck zastosował we wcześniejszym swoim dziele pod tym samym tytułem Zwiastowanie, znajdującym się w Waszyngtonie.
Strzelisty budynek, będący tłem dla postaci Marii, kontrastuje z otaczającym go, zdziczałym ogrodem, pełnym zarośli i widocznego rozpadającego się ogrodzenia. Taki obraz symbolizuje rozkładający się, potrzebujący zbawienia świat, a scena obok zwiastuje przyjście Zbawiciela.
Postać Marii stoi pod łukiem, a nad jej głową widoczna jest pusta nisza, która niebawem ma zostać wypełniona postacią Chrystusa. Pomiędzy niszą a Marią widoczny jest Duch Święty w postaci gołębicy.
Po prawej stronie Marii znajduje się kwiat białej lilii symbolizujący czystość Dziewicy.